# Mel Thomson
Pour les articles homonymes, voir Thomson.
Melanie Thomson est une microbiologiste et vulgarisatrice scientifique australienne basée à Victoria (Australie) . Elle est directrice générale de l'éducation, des compétences et des événements au Medical Technologies and Pharmaceuticals Growth Center.

## Formation
Thomson est allée à l'école primaire Macclesfield et à l'école secondaire Caulfield (en). Elle a obtenu un baccalauréat spécialisé en microbiologie à l'Université de Melbourne en 1998. Elle a travaillé comme assistante de recherche au Great Ormond Street Hospital, développant des traitements pour les allergies aux arachides potentiellement mortelles. Elle a obtenu un doctorat financé par le Conseil pour la recherche en biotechnologie et sciences biologiques à l'Université d'York en 2009, travaillant sur l'espèce Neisseria.

## Recherche et carrière
Elle a travaillé au Leeds Institute of Molecular Medicine entre 2009 et 2011, en collaboration avec Jean Crabtree. Elle a créé son propre laboratoire à l'Université Deakin et au Geelong Center for Emerging Infectious Diseases en 2011. Thomson a commencé à faire du financement participatif pour la recherche universitaire, menant deux campagnes réussies Mighty Maggots et Hips for Hipsters,,,,. Elle a participé à "Je suis un scientifique, sortez-moi d'ici!" (I'm A Scientist, Get Me Out of Here!) en 2013. Elle a rejoint le Medical Technologies and Pharmaceuticals Growth Center (MTPConnect) en 2016 en tant que directrice générale de la formation. MTPConnect est un centre de croissance des technologies médicales et pharmaceutiques.

## Activités militantes
En 2014, elle a reçu un diagnostic de sclérose en plaques et est depuis devenue une porte-parole des patients. Elle a remporté le Leadership Award aux Geelong Awards 2017 pour les personnes handicapées.
Elle est membre fondateur et directeur de Women in Science Australia.
Elle a été finaliste du prix Telstra Victorian Public Sector and Academia Award en 2017.
Elle a accusé l'éminent astrophysicien et sceptique Lawrence M. Krauss d'avoir saisi la poitrine d'une femme lors d'une conférence de sceptiques au zoo de Melbourne en Australie et a déposé une plainte pour harcèlement sexuel contre son employeur, l'Université d'État de l'Arizona, qui a finalement été confirmée. En combinaison avec de nombreuses autres allégations de harcèlement, cela a entraîné sa révocation de la direction de l'Origins Institute et sa retraite de l'Université.
En septembre 2018, elle a suscité la controverse en qualifiant le personnel de Qantas de « trolly dollys » dans un tweet, après qu'ils l'aient qualifiée de « Miss » plutôt que de « Docteur ».

## Publications (sélection)
- (en) Suelee Robbe-Austerman, Daryl R Strohbehn, Mel Pence et John U Thomson, « Teaching veterinary students beef production medicine with student/producer teams », Journal of Veterinary Medical Education, UTP, vol. 34, no 4,‎ 1er janvier 2007, p. 524-528 (ISSN 0748-321X et 1943-7218, OCLC 925074044, PMID 18287483, DOI 10.3138/JVME.34.4.524).
- (en) Mark Gilbert, Kimberly Thomson, Travis Salway Hottes, Devon Haag, Troy Grennan, Christopher K Fairley, Chris Buchner, Mel Krajden, Perry Kendall, Jean Shoveller et Gina Ogilvie, « Differences in experiences of barriers to STI testing between clients of the internet-based diagnostic testing service GetCheckedOnline.com and an STI clinic in Vancouver, Canada », Sexually Transmitted Infections, BMJ Group (d), vol. 95, no 2,‎ 7 février 2018, p. 151-156 (ISSN 1368-4973 et 1472-3263, OCLC 38852612, PMID 29437984, PMCID 6580770, DOI 10.1136/SEXTRANS-2017-053325).
- (en) Delia Muir, Lidewij Eva Vat, Malori Keller, Tim Bell, Clara R. Jørgensen, Nanna B. Eskildsen, Arild Johnsen, Raksha Pandya-Wood, Steven Blackburn, Ruth Day, Carol Ingram, Julie Hapeshi, Samaira Khan, Delia Muir, Wendy Baird, Sue H. Pavitt, Richard Boards, Janet Briggs, Ellen Loughhead, Mariya Patel, Rameesa Khalil, David Cooper, Peter Day, Jenny Boards, Jianhua Wu, Timothy Zoltie, Sophy Barber, Wendy Thompson, Kate Kenny, Jenny Owen, Martin Ramsdale, Kara Grey-Borrows, Nigel Townsend, Judith Johnston, Katie Maddison, Harry Duff-Walker, Katie Mahon, Lily Craig, Rebecca Collins, Alice O’Grady, Sarah Wadd, Adrian Kelly, Maureen Dutton, Michelle McCann, Rebecca Jones, Elspeth Mathie, Helena Wythe, Diane Munday, Paul Millac, Graham Rhodes, Nick Roberts, Jean Simpson, Nat Barden, Penny Vicary, Amander Wellings, Fiona Poland, Julia Jones, Jahanara Miah, Howard Bamforth, Anna Charalambous, Piers Dawes, Steven Edwards, Iracema Leroi, Valeria Manera, Suzanne Parsons, Ruth Sayers, Vanessa Pinfold, Paul Dawson, Bliss Gibbons, John Gibson, Charley Hobson-Merrett, Catherine McCabe, Tim Rawcliffe, Lucy Frith et Bernard Gudgin, « Abstracts from the NIHR INVOLVE Conference 2017: London, UK. 28 November 2017 », Research Involvement and Engagement, BMC et Springer Science+Business Media, vol. 3, no Suppl 1,‎ 28 novembre 2017 (ISSN 2056-7529, PMCID 5773864, DOI 10.1186/S40900-017-0075-X).